# Hadena lypra
Hadena lypra is een vlinder uit de familie uilen (Noctuidae). De wetenschappelijke naam van deze soort is voor het eerst geldig gepubliceerd in 1904 door Püngeler.
De soort komt voor in tropisch Afrika.